# Duke Nukem: Zero Hour
Duke Nukem: Zero Hour — видеоигра из серии Duke Nukem. Является шутером от третьего лица, разработанным компанией Eurocom. Игра была выпущена на игровой приставке Nintendo 64. Игра построена на движке Build, сильно модифицированном программистами Eurocom. В игре используется относительно большой картридж на 32 мегабайта, а также возможность использовать Expansion Pak, чтобы обеспечить лучшую графику за счёт замедления частоты кадров.

## Игровой процесс
Игровой процесс Duke Nukem: Zero Hour типичен для шутеров от третьего лица. Игрок проходит обширные уровни, наполненные различными врагами, ловушками и засадами. В процессе прохождения он находит новое оружие и предметы из разнообразного арсенала, начиная с пистолетов и заканчивая энергетическими и замораживающими пушками. Особо выделяется из доступного оружия снайперская винтовка: держа её в руках, игрок может использовать оптический прицел для точечной стрельбы.
В игре присутствует многопользовательский режим на 4 игрока, в котором участники играют от первого лица, с такими классическим вариантами правил, как deathmatch, царь горы и тому подобные.

## Сюжет
Сюжет игры разворачивается вокруг путешествующих во времени инопланетян, пытающихся изменить ход истории. Однако Дюку Нюкему удается раскрыть их планы, и он использует машину времени, чтобы остановить инопланетных захватчиков. Действие игры разворачивается в четырех различных временных периодах: настоящее время, постапокалиптическое ближайшее будущее, Дикий Запад и викторианская эпоха. Место действия, оружие, предметы и одежда соответствуют тому времени, в котором находится Дюк.

## Критика
| Сводный рейтинг | Сводный рейтинг |
| Агрегатор       | Оценка          |
| --------------- | --------------- |
| GameRankings    | 67,33 %         |

В рецензии журнала IGN отмечается удобное управление, разнообразные уровни и хорошая графика, в особенности системы частиц и динамическое освещение, а также проработанный многопользовательский режим. Из недостатков упоминается чрезмерная сложность игры за счёт малого количества сохранений и недостаточная производительность в режиме высокого разрешения.